# Henricia vermilion
Henricia vermilion är en sjöstjärneart som beskrevs av Clark och Jewett 20. Henricia vermilion ingår i släktet Henricia och familjen krullsjöstjärnor. Inga underarter finns listade i Catalogue of Life.